# André Colonges
André Colonges – francuski judoka.
Zdobył cztery medale mistrzostw Europy w 1954 i 1955 roku, a także trzy w drużynie. Wicemistrz Francji w 1956, trzeci w 1951 roku.